# Karakax
Karakax hay Qaraqash (tiếng Trung: 墨玉县; bính âm: Mòyù Xiàn, Hán Việt: Mặc Ngọc huyện; Uyghur: قاراقاش ناھىيىسى‎, ULY: Qaraqash Nahiyisi, UPNY: K̡arak̡ax Nah̡iyisi?) là một huyện của địa khu Hotan, khu tự trị Tân Cương, Trung Quốc.

### Trấn
- Khách Lạp Tạp Thập 喀拉卡什镇

### Hương
| - Khách Nhĩ Tái (喀尔赛乡) - Khuê Nha (奎牙乡) - Trát Ngoã (扎瓦乡) - A Khắc Tát Lạp Y (阿克萨拉依乡) - Ô Nhĩ Kỳ (乌尔其乡) - Thác Hồ Lạp (托胡拉乡) - Tát Y Ba Cách (萨依巴格乡) - Gia Hãn Ba Cách (加汗巴格乡) | - Phổ Cáp Khắc Kỳ (普恰克其乡) - Mang Lai (芒来乡) - Khoát Y Kỳ (阔依其乡) - Nhã Ngoã (雅瓦乡) - Thổ Ngoại Đặc (吐外特乡) - Anh Dã Nhĩ (英也尔乡) - Khách Ngoã Khắc (喀瓦克乡) |